# Cei trei muzicieni (pictură)
Cei trei muzicieni este o pictură în ulei realizată de Diego Velázquez (1599-1660), un pictor baroc spaniol considerat unul dintre marii naturaliști spanioli. Aceasta înfățișează trei tineri grupați în jurul unei mese unde se servește cina, aceștia cântând muzică. Este pictat în clarobscur, o tehnică de pictură barocă care a folosit contrastul dintre umbrele luminoase și întunecate pentru a obține un sentiment al volumului.

## Pictura
Cei trei muzicieni este una dintre cele mai vechi opere ale lui Velázquez, din perioada sa timpurie din Sevilia. Este unul din aproximativ zece tablouri în stil bodegă pe care Velázquez le-a creat înainte de 1622, în timp ce locuia în Sevilia. Subiectul său este similar cu cel al unui alt tablou, Prânzul. În acest tablou, trei tineri sunt grupați în jurul unei mese unde mănâncă, beau și cântă muzică, existând contraste puternice de lumină și întuneric în jurul personajelor. Lumina cade din stânga, creând umbre ascuțite și reliefuri intense. Doi bărbați cu instrumente cu coarde cântă în timp ce al treilea, cel mai tânăr, are un instrument propriu sub braț și un pahar de vin în mână; prezintă paharul cu un zâmbet batjocoritor, arătând spre vinul care îi inspiră pe muzicieni. În fundal se poate vedea o maimuță cu o pară în mână. Maimuța subliniază natura grotescă a scenei.
O pâine pe un șervețel, un pahar de vin și o bucată de brânză cu un cuțit aflat lângă el îi oferă lui Velázquez oportunitatea de a studia diferitele texturi. O trăsătură interesantă a celor trei muzicieni este diversitatea problemelor ridicate, cum ar fi dacă este vorba despre o reprezentare a genului sau dacă în spatele scenei presupuse de zi cu zi se găsesc substraturi ascunse de sens, care pot face ca imaginea să fie lizibilă ca alegorie, oferindu-i un aspect diferit al interpretării.